# Mega Man (jeu vidéo, 1990)
Pour les articles homonymes, voir Mega Man (homonymie).
Mega Man est un jeu d'action-plates-formes de la série Mega Man en 1990 uniquement aux États-Unis par Hi Tech Expressions sous licence Capcom sur PC (DOS). C'est un jeu inédit et non un portage ou adaptation du jeu homonyme de la série originale Mega Man sorti en 1987 sur NES. Le jeu a été critiqué pour ses graphismes différant légèrement de ceux de la série originale,,,,,. PC Gamer juge le jeu comme l'un des plus mauvais portage sur PC de tous les temps,,.
Le jeu a connu une suite intitulée Mega Man 3 (malgré l'absence de second volet). Mega Man et sa suite sur PC Mega Man 3 sont réédités en 1994 sur PC (DOS) sous forme de bonus dans la compilation Street Fighter Series.

## Trame
En l'an 200X, le Dr Light invente un nouveau superordinateur appelé CRORQ dédié au maintien de la paix, et capable de scanner les esprits des robots du monde entier, afin de déceler les éventuels « voyous ». Il est donc capables de les empêcher de se révolter et d'attaquer. Pendant un certain temps, tout semble paisible jusqu'à ce que des robots du monde entier commencent à se dresser contre leurs maîtres, dont trois robots industriels, nommés Dynamite Man, Sonic Man et Volt Man, qui dirigent les opérations,.
Le Dr Wily a piraté le CRORQ dans le but de l'utiliser à ses fins, et ordonne aux robots de le servir et de conquérir le monde. Mega Man doit donc s'aventurer dans la base du Dr Wily et vaincre les trois Robot Masters, avant d'acquérir leurs pouvoirs. Il réussit à traverser la forteresse du |Dr Wily et affronte le CRORQ et ce dernier, dans son laboratoire secret.

## Système de jeu
Mega Man est un jeu d'action-plates-formes qui reprend le système de jeu de la série Mega Man. Le jeu comporte trois Robot Masters en tant que boss, que Mega Man doit vaincre, Dynamite Man, Sonic Man et Volt Man. Il récupère de chacun d'entre eux une arme qu'il peut réutiliser.